# Довгий (доплив Стинавки)
Довгий (пол. Długi) — гірський потік в Україні, у Стрийському районі Львівської області у Галичині. Правий доплив Стинавки, (басейн Дністра).

## Опис
Довжина потоку приблизно 4,07 км, найкоротша відстань між витоком і гирлом — 2,69 км, коефіцієнт звивистості потоку — 1,51. Формується багатьма безіменними гірськими струмками. Потік тече у межах Сколівських Бескидів (частина Українських Карпат).

## Розташування
Бере початок на північно-східних схилах гори Кобура (772 м). Спочатку тече переважно на південний схід, потім на північний схід і у селі Орів спадає у річку Стинавку, ліву притоку Стрию.